# 平壌地下鉄100型電車
平壌地下鉄100型電車（ピョンヤンちかてつ100がたでんしゃ）は、朝鮮民主主義人民共和国の平壌地下鉄で2016年より運用されている車両。金鍾泰電気機関車連合企業所が製造。
ドア上部には、地図式、LCD式の車内案内表示装置が設置され、次の停車駅を朝鮮語、英語で表示される。また、各種映像を流すLCDモニタも設置されている。

## 開発の経緯
2015年7月、金鍾泰電気機関車連合企業所を訪ねた金正恩第一書記は新しい地下鉄用車両製造の製造を指示した。これを受けて工場の従業員は短期間で完全な国産地下電動車を製造した。同年10月、金正恩第一書記に公開され、翌月には試運転をおこなった。

## 営業運転

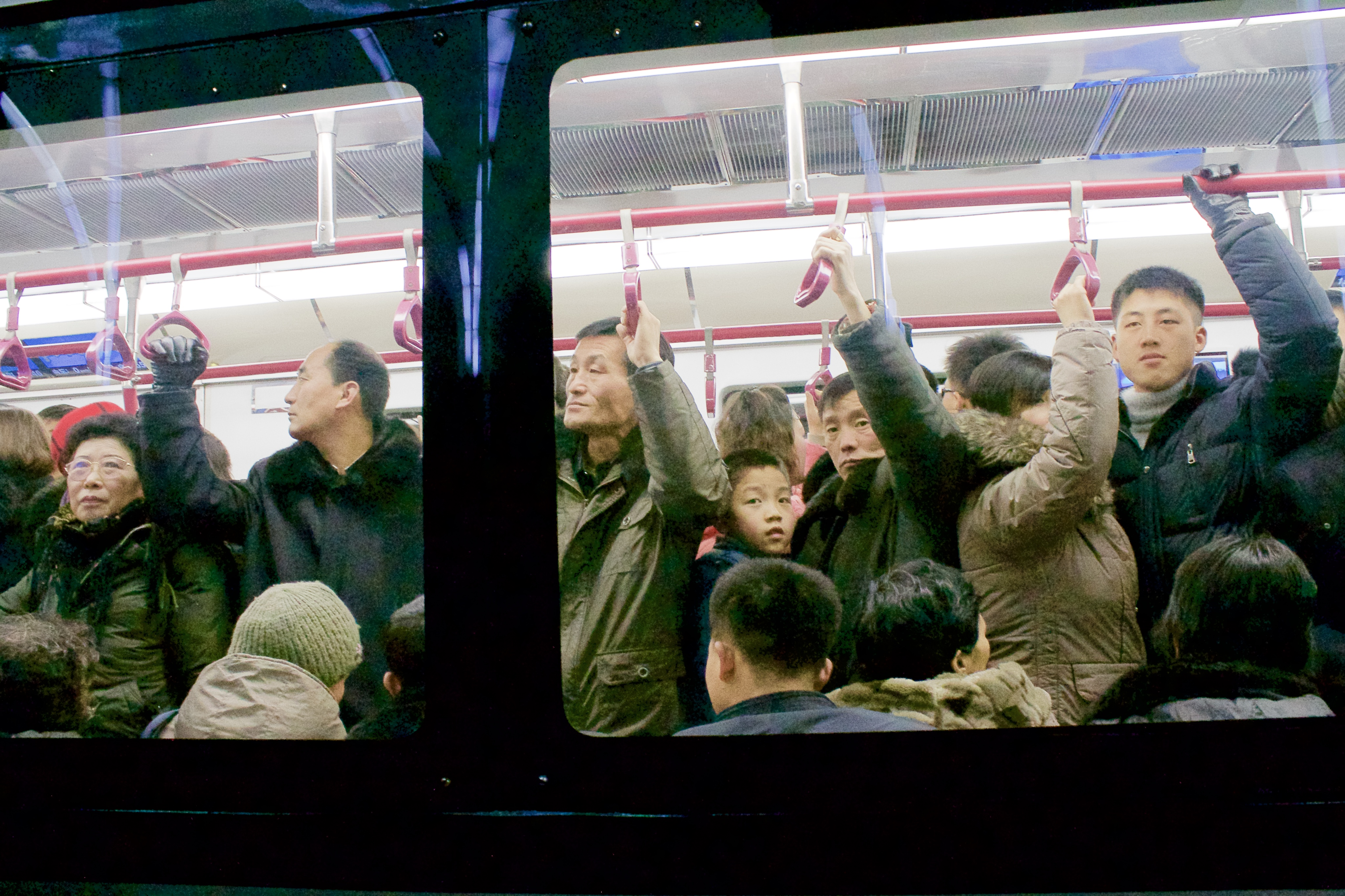
車内

2016年1月1日、千里馬線で運行を開始。現在のところ革新線では運用についていない。
当初は101〜104で構成された4両1編成のみが確認されていたが、2020年以降に105〜108で構成された第2編成が登場している。
第1編成と第2編成では屋上機器の形状や灯具、内装レイアウトといった箇所に変更が認められ、何らかの仕様変更がされたと思われる。